# Facelinopsis marioni
Facelinopsis marioni (Vayssière, 1888) è un mollusco nudibranchio della famiglia Facelinidae.